# 維多利亞公園年宵市場

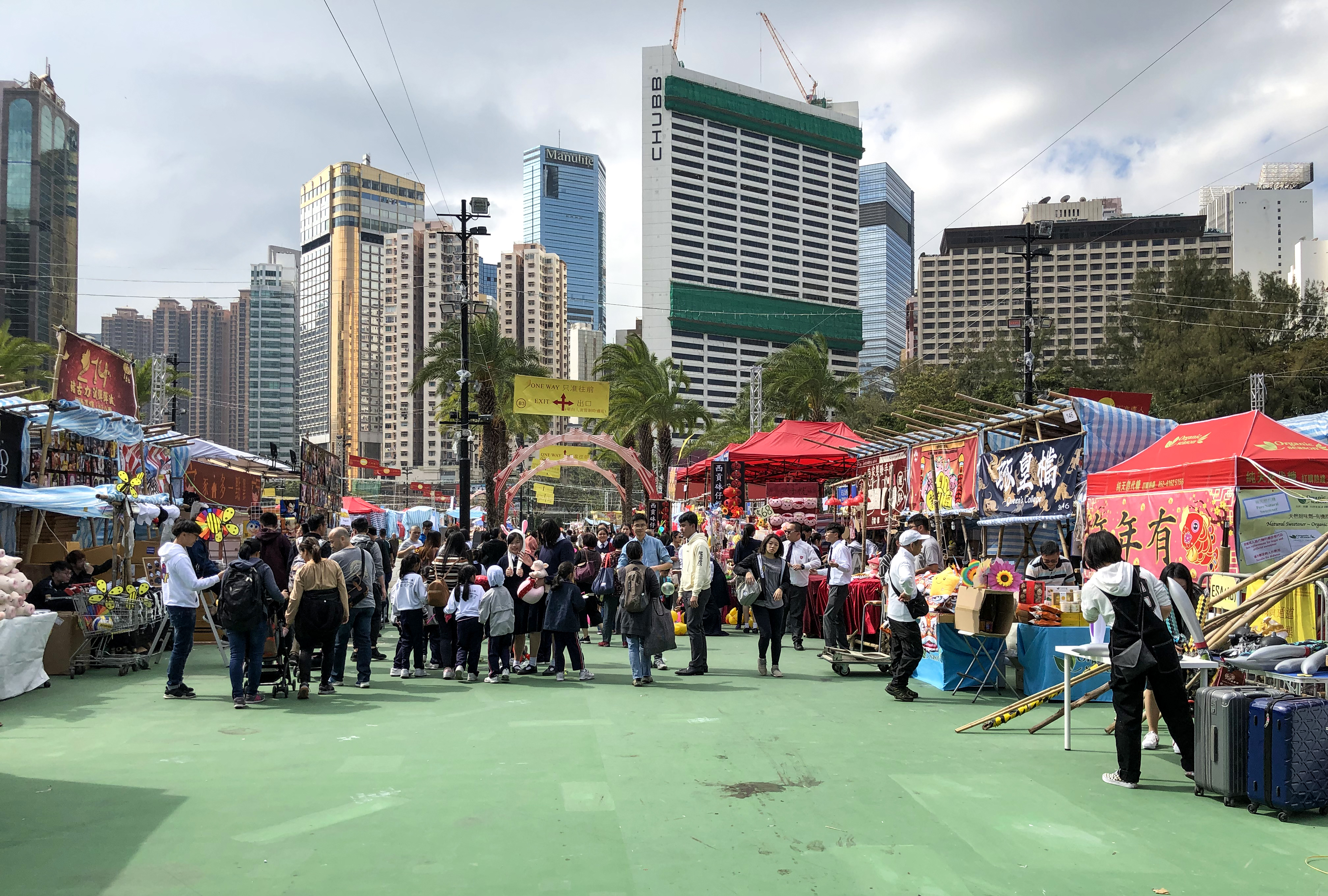
2019年維多利亞公園年宵市場

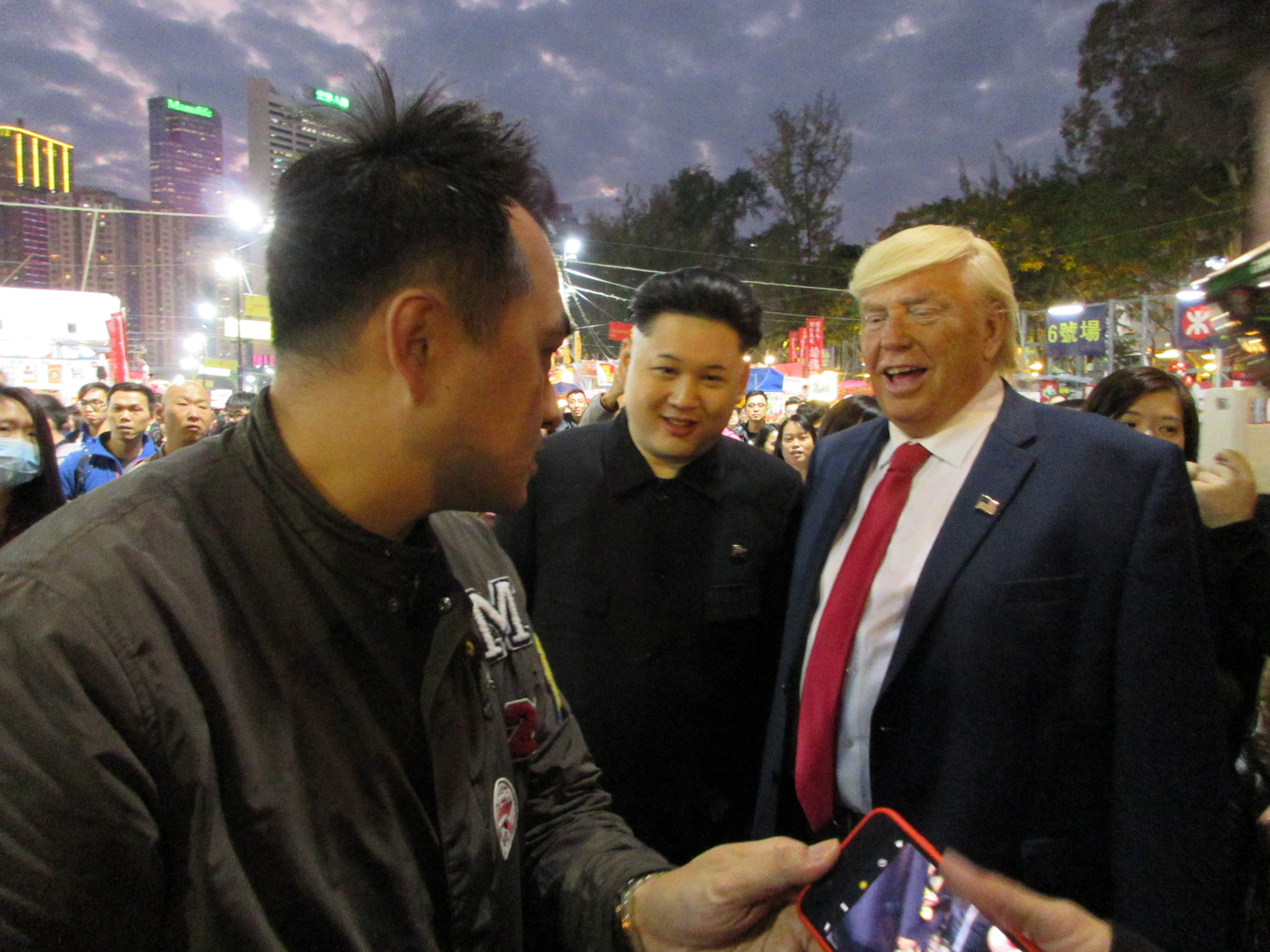
2017年維多利亞公園年宵市場，有模仿北韓領導人金正恩和美國總統特朗普到場

維多利亞公園年宵市場，簡稱維園年宵市場，是一個由香港康樂及文化事務署統籌的花市，也是一個一年一度的墟市。維園年宵市場是全香港最大的年宵市場，不過每年最多政黨和藝人到訪的地方，也是香港傳媒報道春節新聞必有的環節。
維園年宵市場除了賣年花，還有不少特色事物，包括：
- 即席揮毫寫揮春
- 吹氣公仔
- 政黨紀念品
- 市場公司贈品

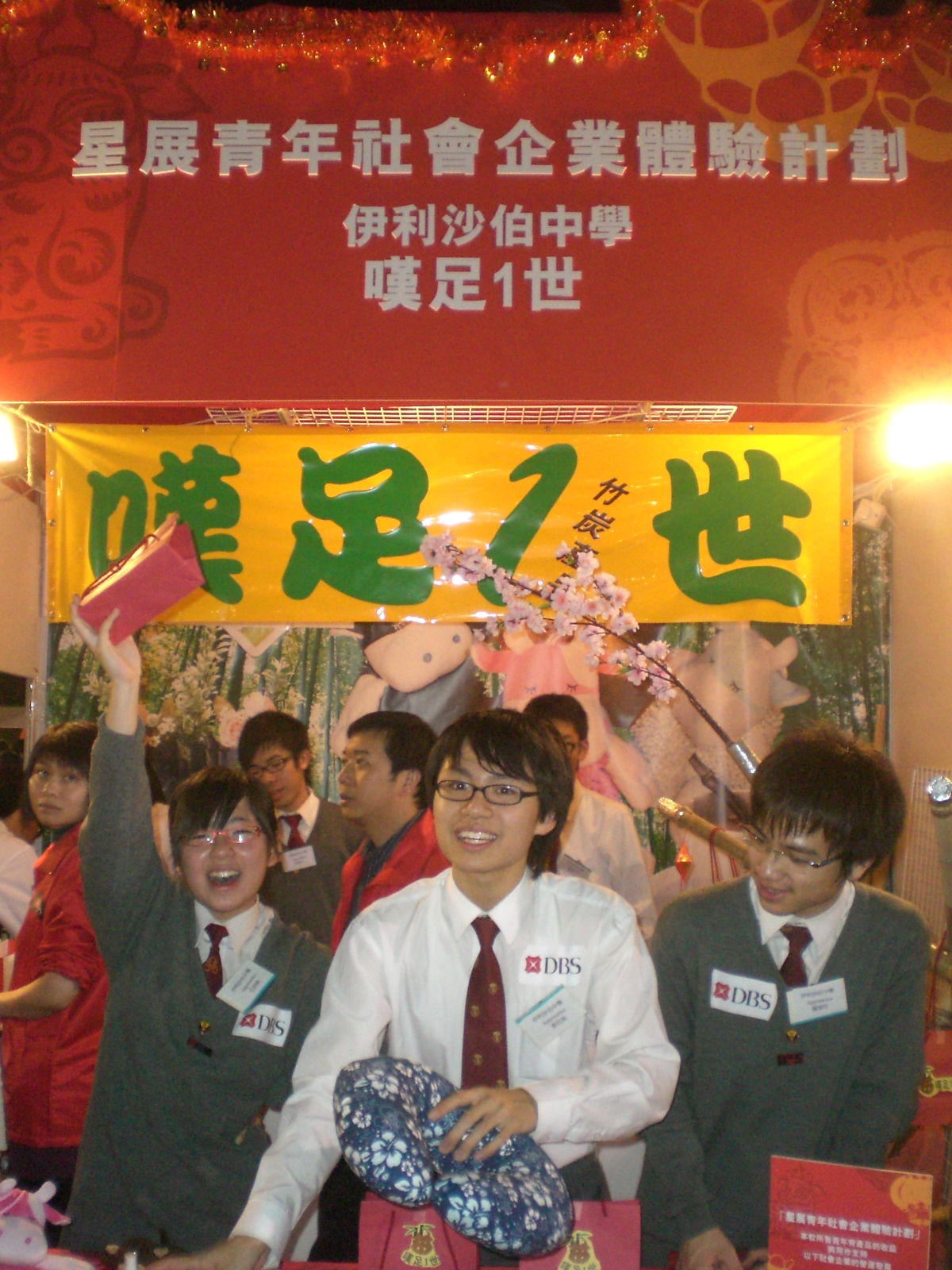
企業贊助伊利沙伯中學學生的攤位(2009年)
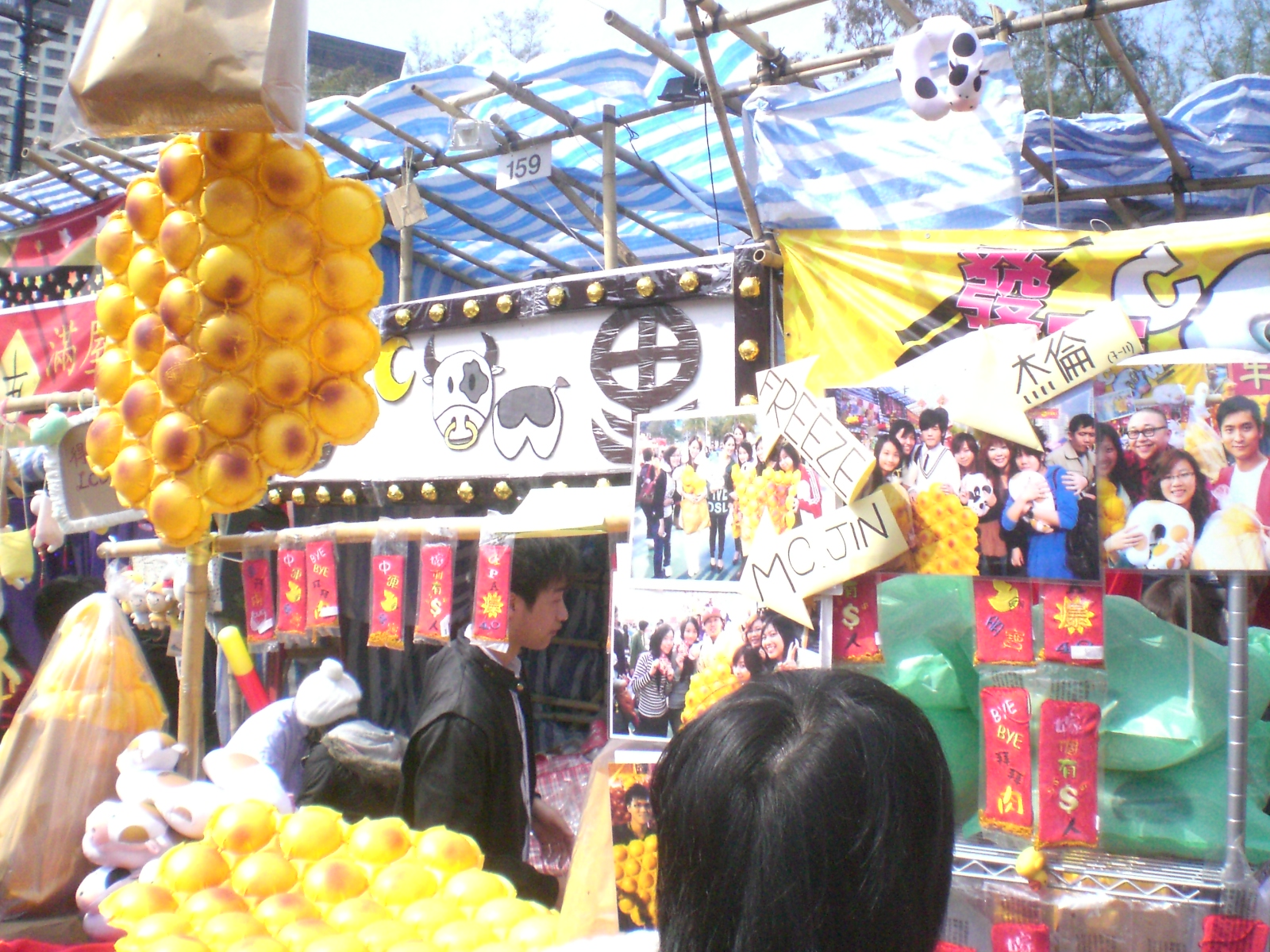
吹氣雞蛋仔(2009年)
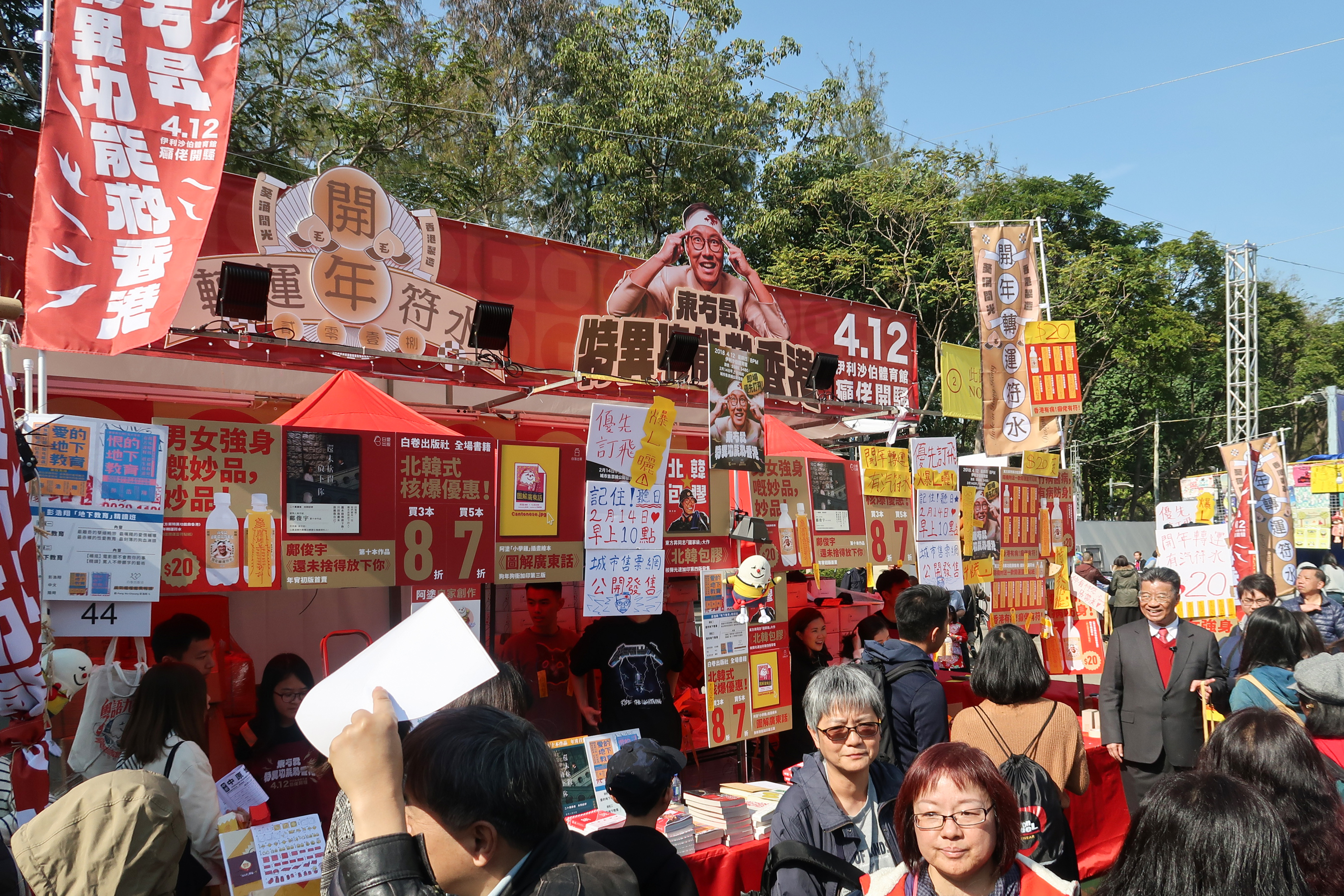
100毛參與年宵市場攤位(2018年)
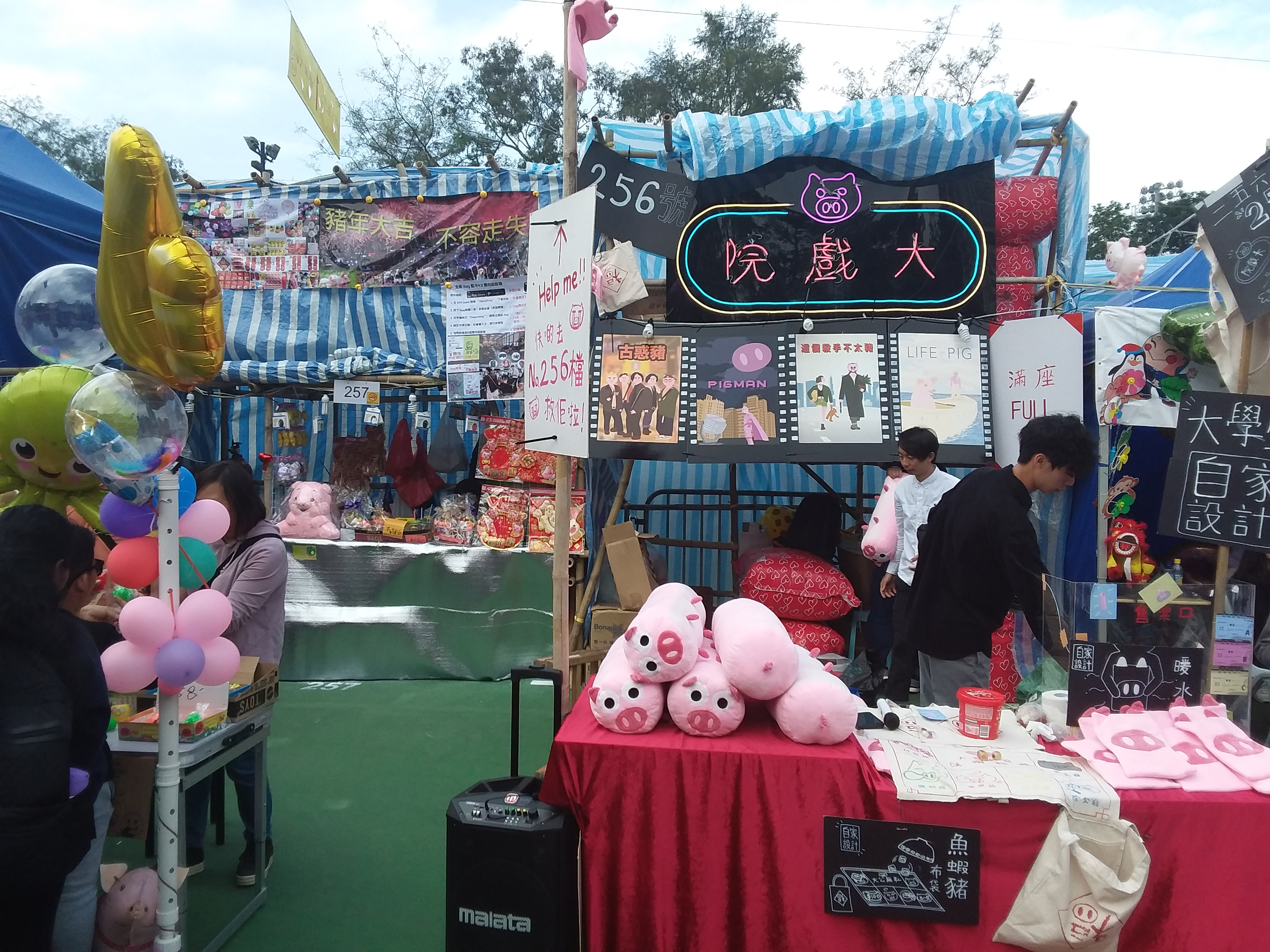
以豬為主題的攤位(2019年)
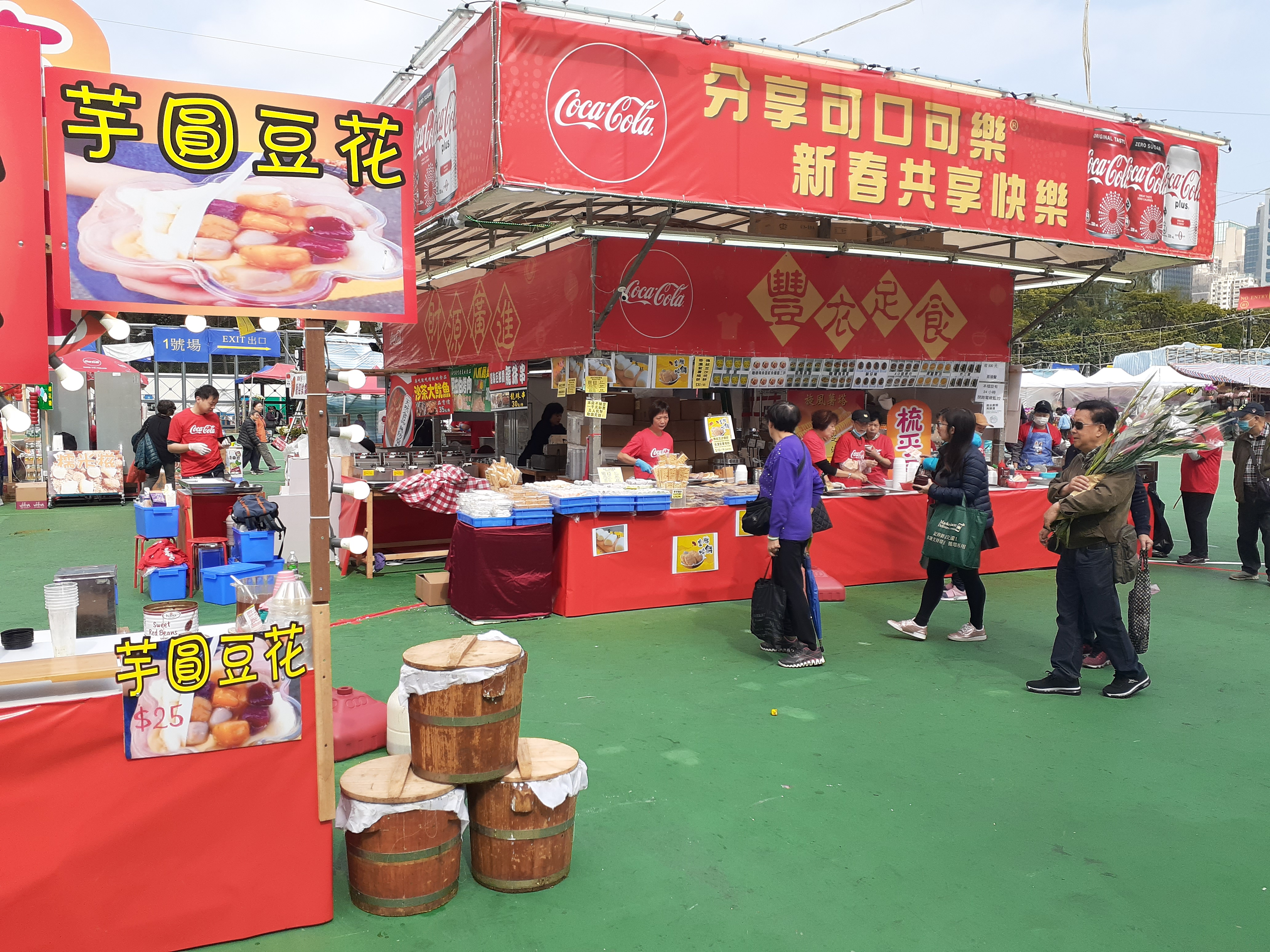
美食攤位(2020年)

## 不設乾貨攤位

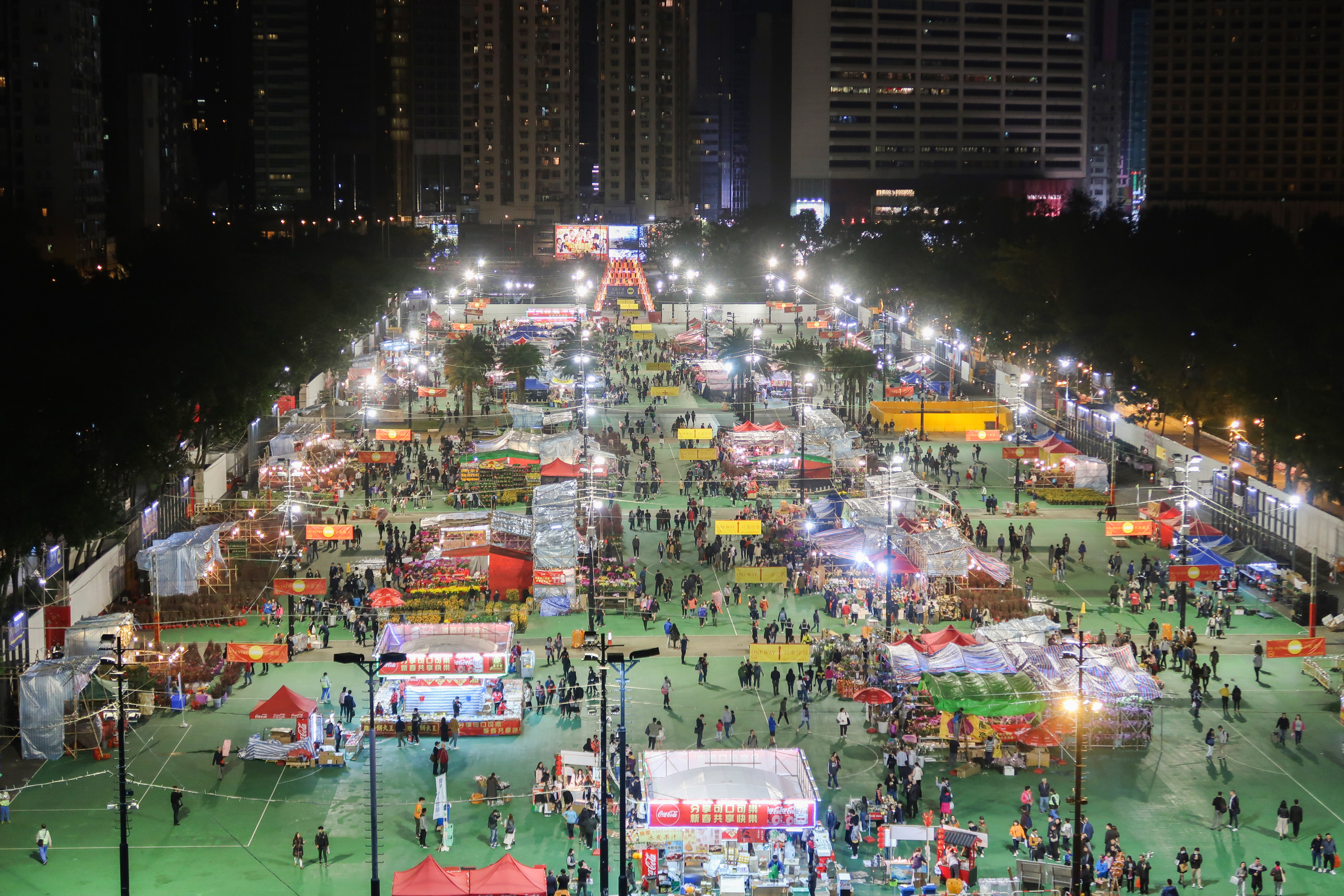
2020年花市不設乾貨攤位，通道擴闊亦非常鬆動

2020年，食環署以保障公眾安全及公共秩序為由，不設乾貨攤位。不少檔主都表示人流疏落，生意額大不如前。但亦有人認為是2019年發生反對逃犯條例修訂草案運動後，政府或因不想年宵出現反修例、反時任特首林鄭月娥等以政治為主題的乾貨，又質疑政府是藉此趕絕以年宵初嘗生意體驗的年輕人。。年三十晚，政府在維園舉辦的年宵市場人流較往年疏落，氣氛冷清。

## 年宵設「反送中」警暴展被食環署要求清走

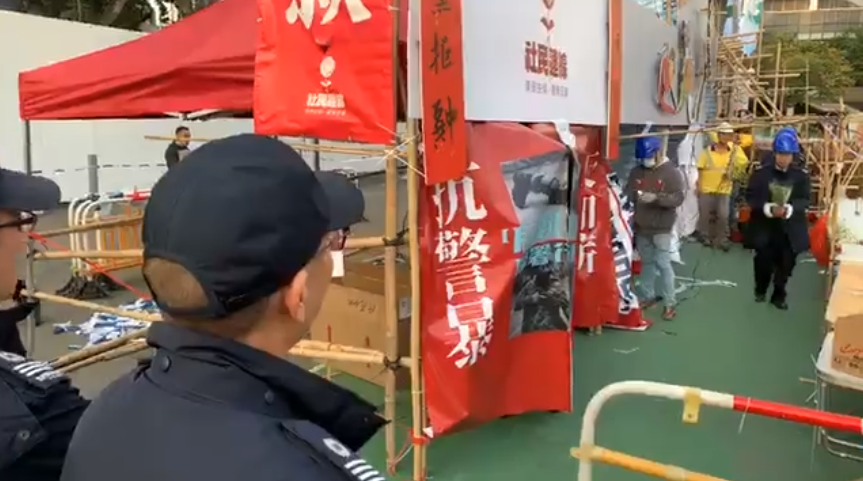
社民連的攤位佈置寫上「反濫捕」、「獨立調查」大標語，而被食環署決定終止租約，在1月21日被清走

2020年，社民連的攤位佈置寫上「反濫捕」、「獨立調查」大標語，並擺放展板展示反送中運動的時序表。結果被食環署職員張貼警告信，指違反《2020年宵市場特許協議》第2附表第1條規定，要求社民連必須於1月20日凌晨1時前停止，否則終止《特許協議》。前立法會議員梁國雄批評當局「政治審查」。最後食環署決定終止租約，要求他們在下午3時前離開。